# さるびあ丸 (3代)
さるびあ丸（さるびあまる）は、東海汽船が運航する貨客船。本項目では、2020年就航の3代目を取り扱う。

## 概要
1992年に就航した2代目さるびあ丸の代船として、三菱重工業下関造船所江浦工場で建造され、2019年11月27日に進水、2020年6月5日に竣工、同年6月25日から主に東京（竹芝） - 伊豆大島 - 神津島航路に就航している。
船体デザインは、2020年東京オリンピック・パラリンピックのエンブレムを手掛けた野老朝雄が担当した。本船のコンセプトである「本土と島を結ぶ」ことをイメージした幾何学的な波模様を、伊豆諸島沖を流れる黒潮のような藍色で船体に表現されている。
本船は設計段階より小笠原航路への代船として使用することを考慮していたため、小笠原村から建造費の一部補助を受け近海仕様で建造され、東京港から1,000 kmほど離れた小笠原諸島への航海が可能となった。おがさわら丸のドック期間中の代船として東京（竹芝） - 父島航路に2021年から使用されている。この準備の一環として父島への試験航海を実施し、父島・二見港に2020年10月13日初めて入港している。2021年5月18日からおがさわら丸のドック中の代船として使用されている。

## 航路
- 東京（竹芝） - 伊豆大島 - 神津島航路
  - 東京（竹芝） - 横浜（大さん橋） - 伊豆大島 - 利島 - 新島 - 式根島 - 神津島
    - 横浜港寄港は上り便（各島発東京行きの便）の東京湾納涼船運航期間を除く土・日曜日に実施。横浜 - 東京間のみの利用も可能であり「東京湾夜景航路」として遊覧船のような案内でプロモーションがなされている[11]。かつては下り便（東京発各島行きの便）の金・土曜日も実施していたが、運航ダイヤの維持のため2025年3月から休止となった[12]。
- 東京（竹芝） - 三宅島 - 御蔵島 - 八丈島航路
  - 東京（竹芝） - 三宅島 - 御蔵島 - 八丈島
  - 橘丸の定期点検・ドック期間中に運航
- 東京（竹芝） - 父島（二見港）
  - 年に1度、おがさわら丸ドック期間中に運航[2]

## 通信設備
2025年2月、スペースX社のスターリンク本格運用開始。船内でのアクセスポイントは限られるものの、航海中でも無料WiFiが利用できるようになった。これまでは陸上から離れると、大手キャリアでもスマートフォンなどは圏外になり通信が困難だった。